# Сама, Коффи
Коффи Сама (фр. Koffi Sama; род. 1944) — тоголезский политик и государственный деятель, с 2002 по 2005 годы занимал должность премьер-министра Того.

## Биография
Коффи Сама родился в 1944 году в Амучу в префектуре Ого. С 1981 по 1984 год был министром молодёжи, спорта и культуры Того. С 1986 по 1990 год занимал должность регионального директора по развитию сельских и морских районов Того. С 1990 по 1996 годы работал Генеральным директором Тоголезской хлопковой компании. С 1996 по 1999 год, вновь работал в правительстве в должности министра здравоохранения Того.
На парламентских выборах в марте 1999 года он был избран в Национальную ассамблею в качестве кандидата от Объединения тоголезского народа (ОТН) в Третьем избирательном округе префектуры Ого; в результате Коффи Сама выиграл выборы, набрав 100% голосов. С 1999 года по 2000 год был министром образования и науки Того. 7 декабря 2000 года был назначен Генеральным секретарём Объединения тоголезского народа.
27 июня 2002 года президент Того Эйадема Гнассингбе назначил его на должность премьер-министра. Считалось что этот шаг был сделан в связи с предстоящими в этом году парламентскими выборами. 5 февраля 2005 года после смерти Эйадемы Гнассингбе, Коффи Сама назвал это событие «катастрофой национального масштаба». 9 июня 2005 года Коффи Сама покинул пост премьер-министра Того.